# Tuvtjärnen (Lycksele socken, Lappland, 718798-159649)
Tuvtjärnen är en sjö i Lycksele kommun i Lappland och ingår i Umeälvens huvudavrinningsområde.